# Aire d'attraction de Lillebonne
L'aire d'attraction de Lillebonne est un zonage d'étude défini par l'Insee pour caractériser l’influence de la commune de Lillebonne sur les communes environnantes. Publiée en octobre 2020, elle se substitue à l'aire urbaine de Lillebonne, qui comportait 10 communes dans le dernier zonage qui remontait à 2010.

## Définition
L'aire d'attraction d'une ville est composée d’un pôle, défini à partir de critères de population et d’emploi ainsi que d’une couronne constituée des communes dont au moins 15 % des actifs travaillent dans le pôle. Le pôle d’attraction constitue ainsi un point de convergence des déplacements domicile-travail,.

## Type et composition
L’aire d'attraction de Lillebonne est une aire intra-départementale qui comporte 6 communes en Seine-Maritime. 
Elle est catégorisée dans les aires de moins de 50 000 habitants, une catégorie qui regroupe 12,2 % au niveau national.

### Carte

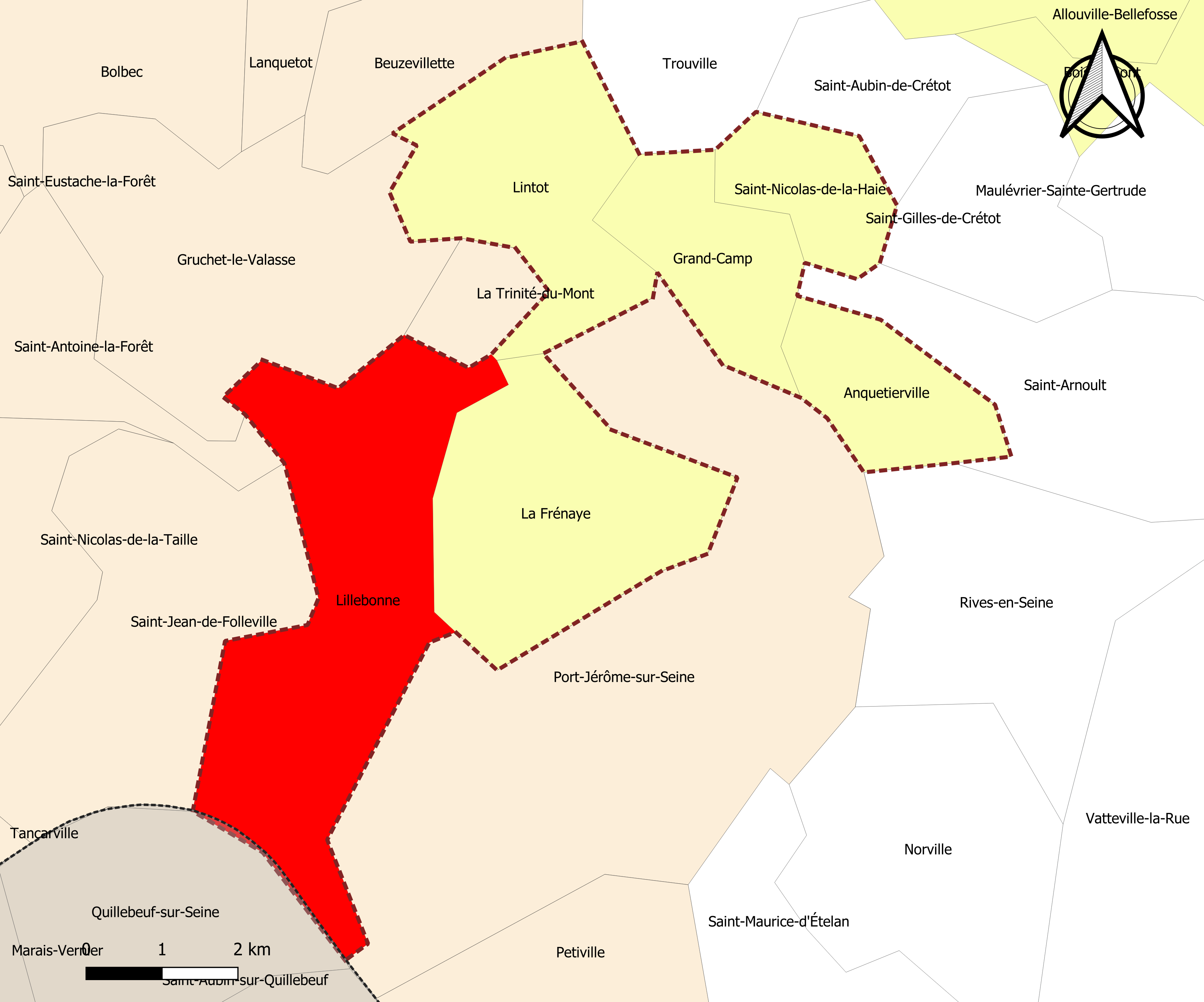
Carte de l'aire d'attraction de Lillebonne.
Commune-centre
Commune de la couronne

### Composition communale
| Nom                         | Code Insee | Département    | Statut                 | Superficie (km2) | Population (dernière pop. légale) | Densité (hab./km2) | Modifier                                    |
| --------------------------- | ---------- | -------------- | ---------------------- | ---------------- | --------------------------------- | ------------------ | ------------------------------------------- |
| Lillebonne (commune-centre) | 76384      | Seine-Maritime | commune-centre         | 14,66            | 8 708 (2022)                      | 594                | modifier les données · modifier les données |
| Anquetierville              | 76022      | Seine-Maritime | commune de la couronne | 4,08             | 329 (2022)                        | 81                 | modifier les données · modifier les données |
| La Frénaye                  | 76281      | Seine-Maritime | commune de la couronne | 10,02            | 2 079 (2022)                      | 207                | modifier les données · modifier les données |
| Grand-Camp                  | 76318      | Seine-Maritime | commune de la couronne | 4,91             | 763 (2022)                        | 155                | modifier les données · modifier les données |
| Lintot                      | 76388      | Seine-Maritime | commune de la couronne | 8,00             | 479 (2022)                        | 60                 | modifier les données · modifier les données |
| Saint-Nicolas-de-la-Haie    | 76626      | Seine-Maritime | commune de la couronne | 3,15             | 408 (2022)                        | 130                | modifier les données · modifier les données |